# 拉尔邦克 (伊泽尔省)
拉尔邦克（法語：L'Albenc，法語發音：[lalbɛ̃k]）是法国伊泽尔省的一个市镇，位于该省中西部，属于格勒诺布尔区。

## 地理
拉尔邦克（45°13'30"N, 5°26'26"E）面积9.86 平方千米，位于法国奥弗涅-罗讷-阿尔卑斯大区伊泽尔省，该省份为法国东南部内陆省份，北起顺时针与安省、萨瓦省、上阿尔卑斯省、德龙省、阿尔代什省、卢瓦尔省和罗讷省。
与拉尔邦克接壤的市镇（或旧市镇、城区）包括：尚泰斯、维奈、诺特雷-当德洛谢、波列纳、拉里维耶尔、罗翁、圣热尔韦。

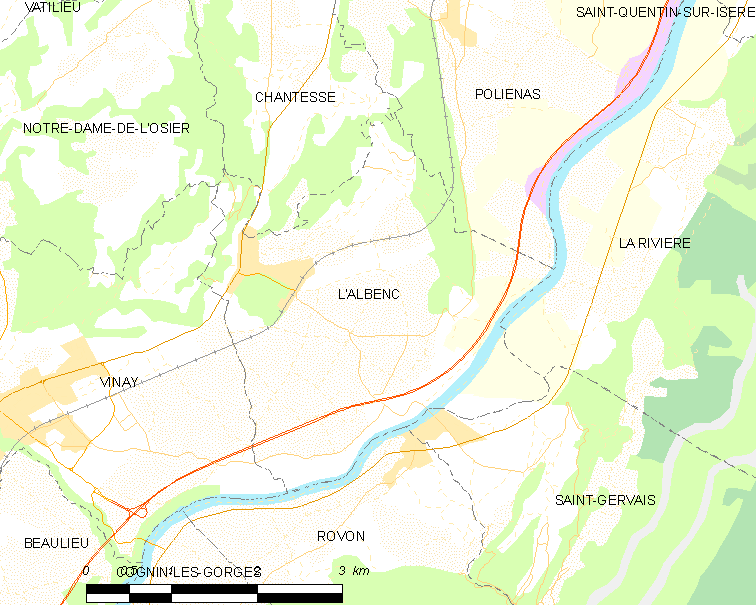
的OSM定位图

拉尔邦克的时区为UTC+01:00、UTC+02:00（夏令时）。

## 行政
拉尔邦克的邮政编码为38470，INSEE市镇编码为38004。

## 政治
拉尔邦克所属的省级选区为南格雷西沃当县。

## 人口

1962-2008年间人口变化图示

拉尔邦克于2022年1月1日时的人口数量为1275人。